# ペトル・ポペルカ
ペトル・ポペルカ（チェコ語: Petr Popelka、1986年 - ）は、チェコの指揮者、作曲家、コントラバス奏者。

## 人物・来歴
1986年チェコスロバキアのプラハ生まれ。 プラハ音楽院でコントラバスを学び、その後ドイツのフライブルク音楽大学で、ボジョ・パラジクらの指導のもと、さらに研鑽を積んだ。

19歳でプラハ放送交響楽団にコントラバス奏者として入団。2010年から2019年までドレスデン国立歌劇場管弦楽団で副首席コントラバス奏者を務めた。

同楽団在籍中に1年間休職し、作曲活動や指揮のマスタークラスに参加。
ウラディミール・キラジェフ、アラン・ギルバート、エトヴェシュ・ペーテル、ヤープ・ヴァン・ズヴェーデン、ヨハネス・シュレーフリなどから指揮の指導を受けた。
2015年にはオーストリアのメードリングで開催されたポディウム音楽祭のレジデンス作曲家として自作を指揮した。
2016年以降、指揮活動に精力的に取り組み、翌年にはグシュタード・メニューイン音楽祭アカデミーのネーメ・ヤルヴィ賞2017を受賞した。
2020年から2023年までノルウェー放送管弦楽団の首席指揮者、2022年からプラハ放送交響楽団の首席指揮者兼芸術監督、2024年からウィーン交響楽団の首席指揮者を務める。